# Rick Apodaca
Richard Jason "Rick" Apodaca (North Bergen, Nueva Jersey, 7 de enero de 1980) es un exjugador de baloncesto con doble nacionalidad estadounidense y  puertorriqueña. Con 1.92 metros de estatura, jugaba en la posición de alero. 

## Trayectoria
- Universidad de Hofstra (1999-2003)
- Vaqueros de Bayamón (2000-2001)
- Capitanes de Arecibo (2002-2003)
- Huntsville Flight (2003-2004)
- Capitanes de Arecibo (2004)
- Atléticos de San Germán (2005)
- Świecie (2005-2006)
- Scafati Basket (2006-2007)
- Atléticos de San Germán (2007)
- Beşiktaş (2007-2008)
- Cangrejeros de Santurce (2008)
- Basket Club Ferrara (2008-2009)
- Cangrejeros de Santurce (2009)
- Scafati Basket (2009-2010)
- Leones de Ponce (2010)
- Al-Riyadi Beirut (2010)
- Piratas de Quebradillas (2011)
- Maroussi BC (2011-2012)
- Capitanes de Arecibo  (2012)
- Leones de Ponce (2013)
- Caciques de Humacao (2014)
- Indios de Mayagüez (2014)
- Mets de Guaynabo (2015)

## Participaciones en competiciones internacionales

### Mundiales
- Estados Unidos 2002 7/16
- Japón 2006 17/24

### Juegos olímpicos
- Atenas 2004, 6/12